# Flygelhorn
Flygelhorn er et messingblæseinstrument med mundstykke formet som en skål/kop. Flygelhornet er lidt større end kornetten og trompeten, men er boret mere "kegleformet", noget som giver en blidere lyd. Flygelhornet har, normalt, tre ventiler, men nogle har også fire ventiler.
I et brassband er lyden af flygelhornet ofte skjult af lyden fra kornetterne. Flygelhornet bruges også ofte for at blødgøre tonen i forhold til korneterne, og giver støtte til hornafdelingen i brassbandet. Kontrasten mellem den blide tone fra flygelhornet og den lyse tone fra korneten, gør at flygelhornet ofte bliver brugt som soloinstrument i brassbands.
Den er meget benyttet i jazzsammenhæng, specielt i ballader på grund af sin blide klang. Da lægger trompetisten ofte sin trompet væk og tager sit flyghelhorn op. En af flygelhornets fremste eksponenter er den amerikanske jazzmusiker Art Farmer.